# نفاث فلكي فيزيائي
النَّفَاث الفلكي الفيزيائي هو ظاهرة فلكية حيث تنبعث تدفقات من المادة المتأينة من مراكز بعض المجرات النشطة والمجرات الراديوية والنجوم الزائفة كشعاع ممتد على طول محور الدوران. تمتد هذه التدفقات إلى عدة آلاف أو حتى مئات الآلاف من السنوات الضوئية. وعند تسارع هذه المادة بشكل كبير في الشعاع تقترب من سرعة الضوء، النفاث الفلكي الفيزيائي يصبح نفاث نسبوي لأنه يظهر تأثيرات النسبية الخاصة.
تشكيل هذة الظاهرة ومصدر طاقتها ليس مفهوما تماما، ولكن من المحتمل أن تنشأ من التفاعلات الديناميكية داخل الأقراص المتراكمة أو من العمليات النشطة المرتبطة بالأجسام المركزية المدمجة مثل الثقوب السوداء والنجوم النيوترونية أو النباضات. أحد التفسيرات المحتملة هو أن المجالات المغناطيسية المتشابكة تستهدف شعاعين متعارضان تماما بعيدا عن المصدر المركزي من زوايا عرضها بضع درجات فقط (c.>1% ). ووفقا لفرضية أخرى، فإن النفاثات هي نتيجة تأثير في النسبية العامة المعروف باسم تباطؤ الإطار المرجعي.
تنشأ معظم النفاثات الأكبر والأكثر نشاطًا من خلال الثقوب السوداء الهائلة في وسط المجرات النشطة مثل النجوم الزائفة والمجرات الراديوية أو داخل العناقيد المجرية.

## النفاث النسبوي

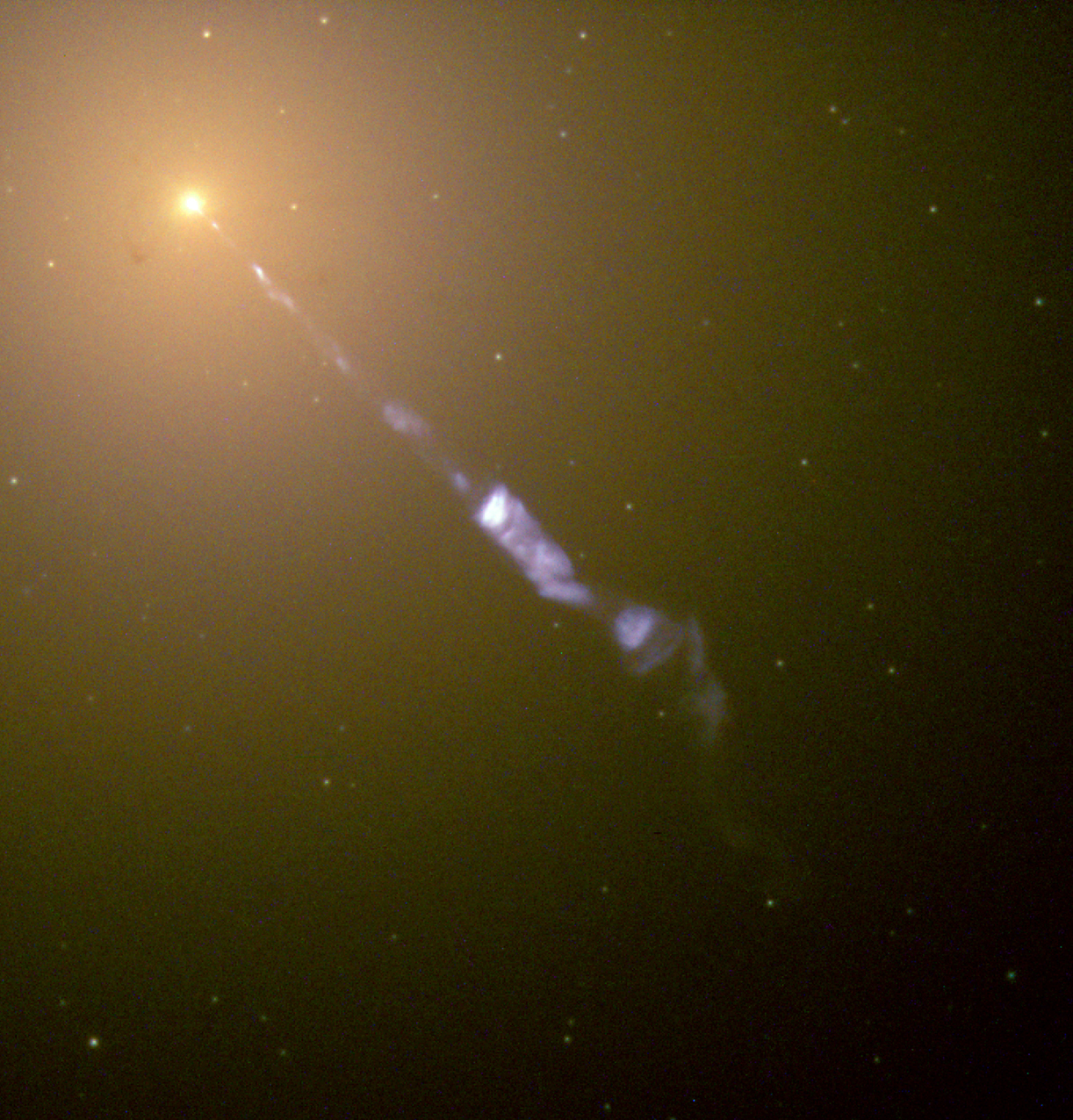
مجرة مسييه 87 ينبعث منها نفاث نسبوي، كما يتضح من مرصد هابل الفضائي.

النفاث النسبوي هي أشعة من المواد المتأينة تتسارع بالقرب من سرعة الضوء. معظمها مرتبط بشكل رصدي مع الثقوب السوداء المركزية لبعض المجرات النشطة، المجرات الراديوية أو الكوازارات، وأيضا من قبل الثقوب السوداء النجمية المجرة، والنجوم النيوترونية أو النباضات. قد تمتد أطوال الشعاع بين عدة آلاف إلى مئات الآلاف أو ملايين الفراسخ. سرعات النفاثات عند الاقتراب من سرعة الضوء تظهر تأثيرات بارزة لنظرية النسبية الخاصة. على سبيل المثال، الإشعاع النسبوي الذي يغير سطوع الشعاع الظاهري.
لا تزال الآليات وراء تكوين النفاثات غير مؤكدة. على الرغم من أن بعض الدراسات تحبذ النماذج التي تتكون فيها النفاثات من خليط محايد كهربائيا من النويات -الإلكترونات والبوزيترونات، في حين أن بعض الدراسات الآخرى تتسق مع النفاثات المكونة من بلازما الإلكترون البوزيترون.

## النفاثات النسبوية من النجوم النيوترونية

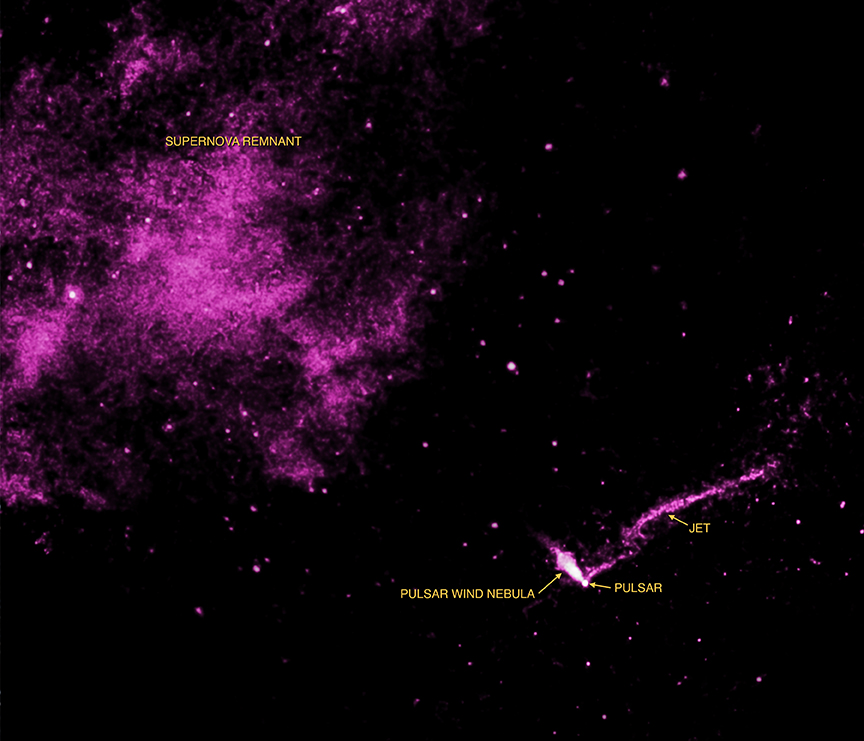
نبّاض IGR J11014-6103 مع بقايا المستعر الأعظم والسديم والنفلثات

يمكن أيضا رصد نفاثات من النجوم النيوترونية المغزلية. ومن الأمثلة على ذلك نباض IGR J11014-6103، الذي يحتوي على أكبر نفاثات مرصودة حتى الآن في مجرة درب التبانة الذي تقدر سرعتة بنحو 80٪ من سرعة الضوء. ولقد رصدالأشعة السينية ولكن لا يوجد أي دليل مكتشف للأشعة راديوية ولا لقرص مزود.
وفي البداية، كان يعتقد أن هذا النباض يدور بسرعة ولكن القياسات في وقت لاحق تشير إلى معدل غزل 15.9 Hz فقط. مثل معدل التدوير البطيء هذا وغياب وجود مواد تراكم يشير إلى أن النفاثات ليست مدعوعة من الدوران ولا المواد المتراكمة، على الرغم من أن النفاثات تبدو متراصفة مع محور دوران النباض وعمودية على حركتة الحقيقية.

## الدوران كمصدر محتمل للطاقة
كي يحدث النفاث النسبوي، تلزم كمية هائلة من الطاقة لبدء ذلك، لذا من المحتمل أن تنتج بعض النفاثات عن دوران الثقوب السوداء. لكن تردد الطاقة العالية للمصادر الفلكية ذات النفاثات قد يشير إلى اجتماع عدة آليات مختلفة ومحددة بشكل غير مباشرٍ بالطاقة داخل القرص المزود أو الأشعة السينية المنبعثة من المصدر. وهناك نظريتان تُستخدمان لشرح كيفية انتقال الطاقة من الثقب الأسود إلى النفاث الفلكي، وهما كالتالي:
- طريقة بلانفورد–زناجيك:[16] حيث تشرح هذه النظرية استخراج الطاقة من الحقول المغناطيسية حول القرص المزود، والتي تُسحب بدورها وتُفتل نتيجة دوران الثقب الأسود. ثم تُطلق المادة النسبوية بشكل ملائم عن طريق تضييق (شدّ) خطوط الحقل.
- آلية بنروز:[17] تُستخرج الطاقة هنا من الثقب الأسود الدوار عن طريق تباطؤ الإطار المرجعي، حيث أُثبتت لاحقاً –نظرياً –قدرة هذه الآلية على استخراج طاقة الجسيم النسبوية والزخم،[18] وأظهرت أنها إحدى الآليات الممكنة لتشكل النفاث.[19]

## صور أخرى

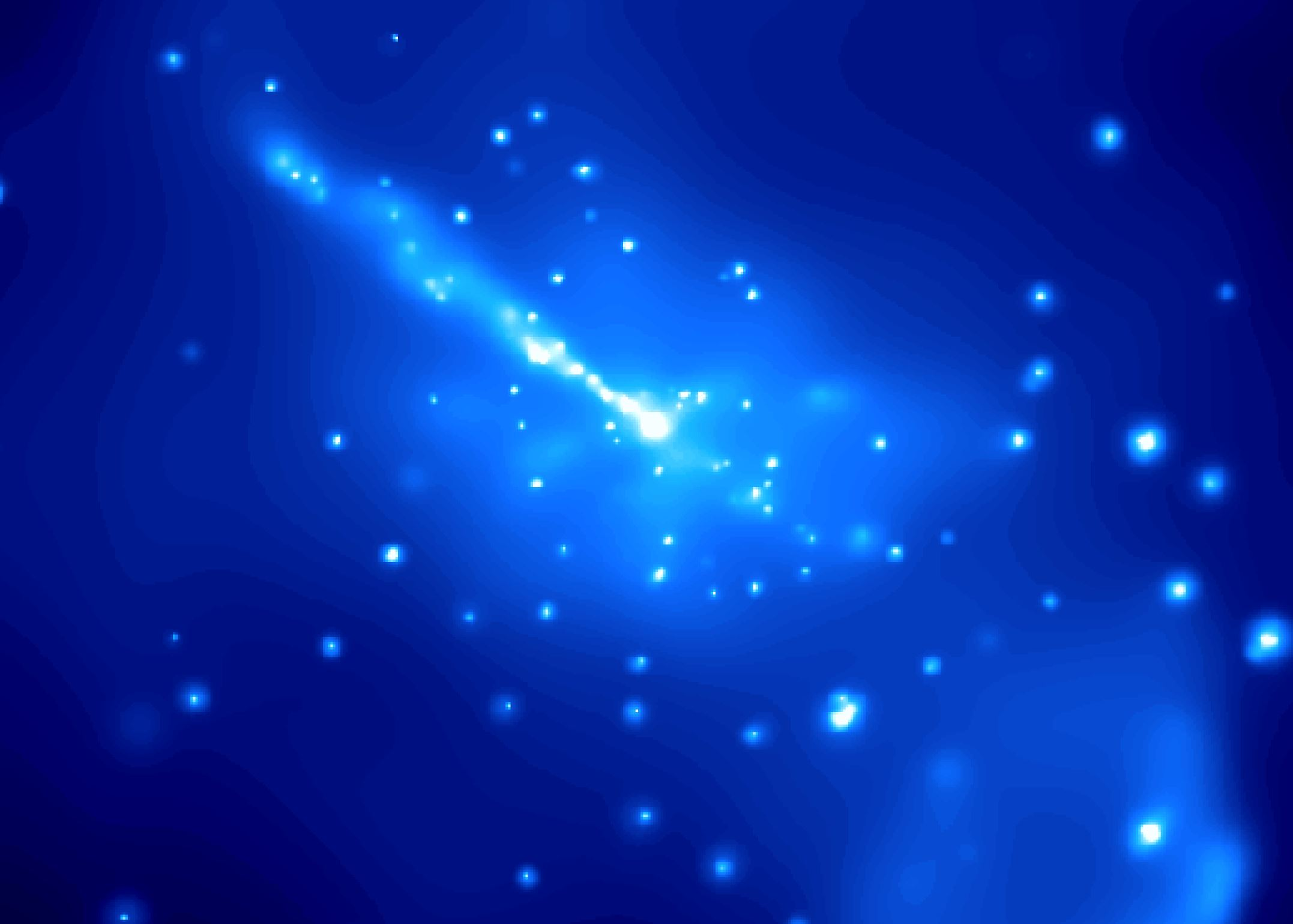
قنطورس أ بالأشعة السينية تظهر نفاث نسبوي
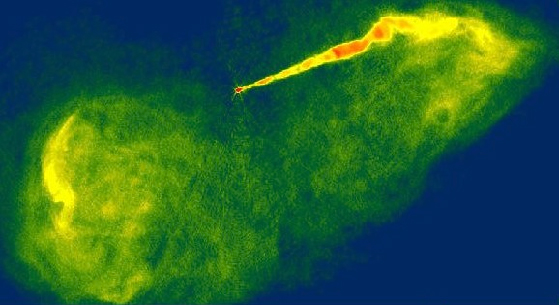
نفاث مسييه 87 كما يشاهد من مصفوفة المراصد الكبيرة في نطاق الترددات الراديوية .
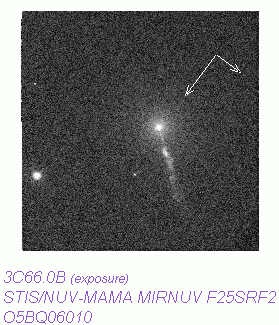
أرشيف هابل صورة بالأشعة فوق البنفسجية-القريبة لنفاث نسبوي من المجرة الراديوية 3C 66B
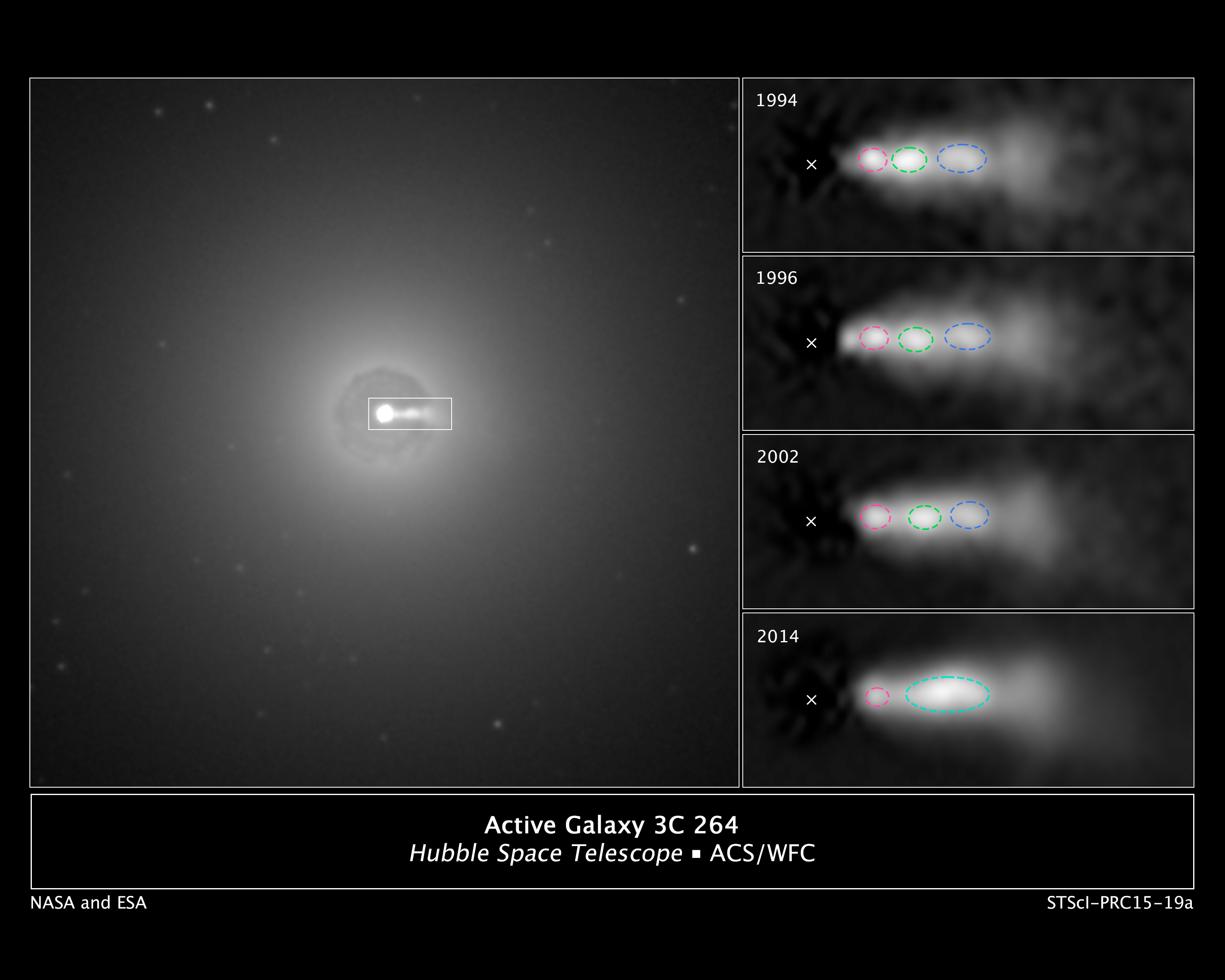
مجرة إن جي سي 3862، نفاث خارج المجرة من المواد يتحرك قريبا من سرعة الضوء يمكن مشاهدتة يمين الصورة.